# Чавон
Чавон је река која се налази на истоку Доминиканске Републике, 120 километара источно од главног града Санта Доминга. То је прилично велика река која се рађа у унутрашњости земље и тече у правцу север-југ кроз провинцију Ла Романа и улива се у Карипско море. Историја ове реке садржи изузетно занимљиве одломке; од порекла њеног имена, вероватно искривљеног имена Таино народа  „Бомана”, преко коришћења од стране пирата за скривање блага, па све до коришћења у колонијалним временима за транспорт драгоценог дрвета посеченог у шумама њеног басена. Данас ушћем реке доминира град Алтос де Чавон, као и спектакуларна марина Каса де Кампо. После моста који се налази на брани, долази се до тропског простора који се може посетити бродовима који превозе туристе који желе да уживају у мирној води.
Многи филмови су делимично снимани на њеним обалама, попут Апокалипса данас, Рамбо 2, Рамбо 3 и Парк из доба јуре.